# سداسي فلوروفوسفات الفضة
 سداسي فلوروفوسفات الفضة مركب كيميائي له الصيغة AgPF6، ويكون على شكل مسحوق بلوري أبيض.
يستعمل سداسي فلوروبورات الفضة بكثرة في الكيمياء اللاعضوية وفي الكيمياء العضوية الفلزية، وذلك من أجل إحلال أنيون سداسي فلوروفوسفات ضعيف التناسق مكان ربيطات الهاليد في معقدات الفلزات الانتقالية، بحيث يترسب هاليد الفضة من المحلول.
على سبيل المثال فإن بروميد خماسي كربونيل الرينيوم يتفاعل مع الأسيتونتريل ويشكل معقد معه بوجود سداسي فلوروفوسفات الفضة حيث يترسب بروميد الفضة من المحلول:
AgPF6 + Re(CO)5Br + CH3CN → AgBr + [Re(CO)5(CH3CN)]PF6